# Релігійний синкретизм
Релігійний синкретизм (від грец. συγκρητισμός — з'єднання, об'єднання) — поєднання різнорідних віронавчальних та культових положень у процесі взаємовпливу релігій в їх історичному розвитку.

## Етимологія
Термін «синкретизм» вперше застосував давньогрецький історик Плутарх для характеристики поведінки критян, примирних розбіжності в період посилення зовнішньої небезпеки. В епоху Відродження в позитивному значенні злиття різних ідей (класичної спадщини з християнською теологією) термін сприйняв Еразм Роттердамський. У XVII столітті синкретизмом називали ідеї Георга Каликста за об'єднання християнських церков, між його прихильниками та опонентами виник синкретичний спір. Надалі в історії слово використовувалося в різних контекстах.

## Поняття релігійного синкретизму
Релігійний синкретизм — це поєднання різнорідних навчань релігійного, антропологічного або космологічного характеру. Поняття релігійного синкретизму аналогічно поняттю еклектизму в філософії.
В даний час поняття може отримувати негативні або позитивні конотації залежно від наукової і релігійної традиції. На думку православних богословів, релігійний синкретизм як зовнішнє, неорганічне і штучне по'єднання не має ясного обрису духовних основ, або не пов'язується зі змістом фрагментів залучаються. У публіцистиці термін «релігійний синкретизм» іноді вживається в значенні релігійної всеїдності.
Синкретизм — загальнокультурне явище, аналогічне еклектиці у філософській думці класицизму та реалізму марксистського штибу означувала його це зовнішнє, неорганічне, штучне з'єднання фрагментів або елементів різнорідних навчань релігійного, антропологічного або космологічного характеру. Духовні основи подібного з'єднання або не визначаються ясно, або не ув'язуються з вмістом залучених фрагментів. Приклади синкретизму у релігійно-філософській думці — гностичні вчення, теософія, потік свідомості та ін.
Історично синкретизм мав широке поширення в Стародавньому Римі і в державі інків, коли інкорпорація богів переможених земель у власний релігійний культ підтримувалася на рівні державної політики.
Синкретизм слід відрізняти від релігійного плюралізму, який передбачає мирне співіснування і/або поділ сфер впливу між кількома конфесіями або релігіями без їхнього злиття.
Деякі атеїстичні публіцисти вважають, що релігійний синкретизм деякою мірою характерний для всіх релігійних течій. Так, на думку одного з публіцистів пізнього радянського періоду, християнство об'єднує в собі уявлення стародавнього юдейського релігійних течій, східних релігій, грецької і римської філософії тощо.

## Історія
Релігійний синкретизм — це загальнокультурне явище, відоме протягом всієї історії релігії від первісної доби до сучасних нових релігійних рухів, що проявляється в поєднанні різнорідних віроповчальних та культових положень різних релігійних традицій, обумовлюючи основи віровчення.

## Синкретична релігійна філософія
У релігієзнавстві до релігійно-філософського синкретизму також відносять містичні, окультні, спіритуалістичні та інші концепції, відмінні від традиційних релігійних напрямків. Для даних концепцій характерно об'єднання елементів різних релігій, поряд з науковими знаннями. Приклади релігійно-філософського синкретизму: олександрійська філософія, гностицизм, теософія, антропософія Рудольфа Штейнера, Агні-Йогу (або Живу Етику) Реріхів. На основі синкретических релігійно-філософських вчень можуть виникати релігійні рухи: так, на основі теософії Блаватської виникло понад 100 езотеричних релігійних рухів.

## Синкретичні вірування
- Бахаїзм
- Вуду
- Двовір'я
- Дін-і іллахі
- Као Дай
- ПЛ Кьодан
- Вон-буддизм
- Омото-кьо
- Сантерія
- Сюгендо
- Телема
- Умбанда
- Фалунь Дафа